# Charles H. Weisse

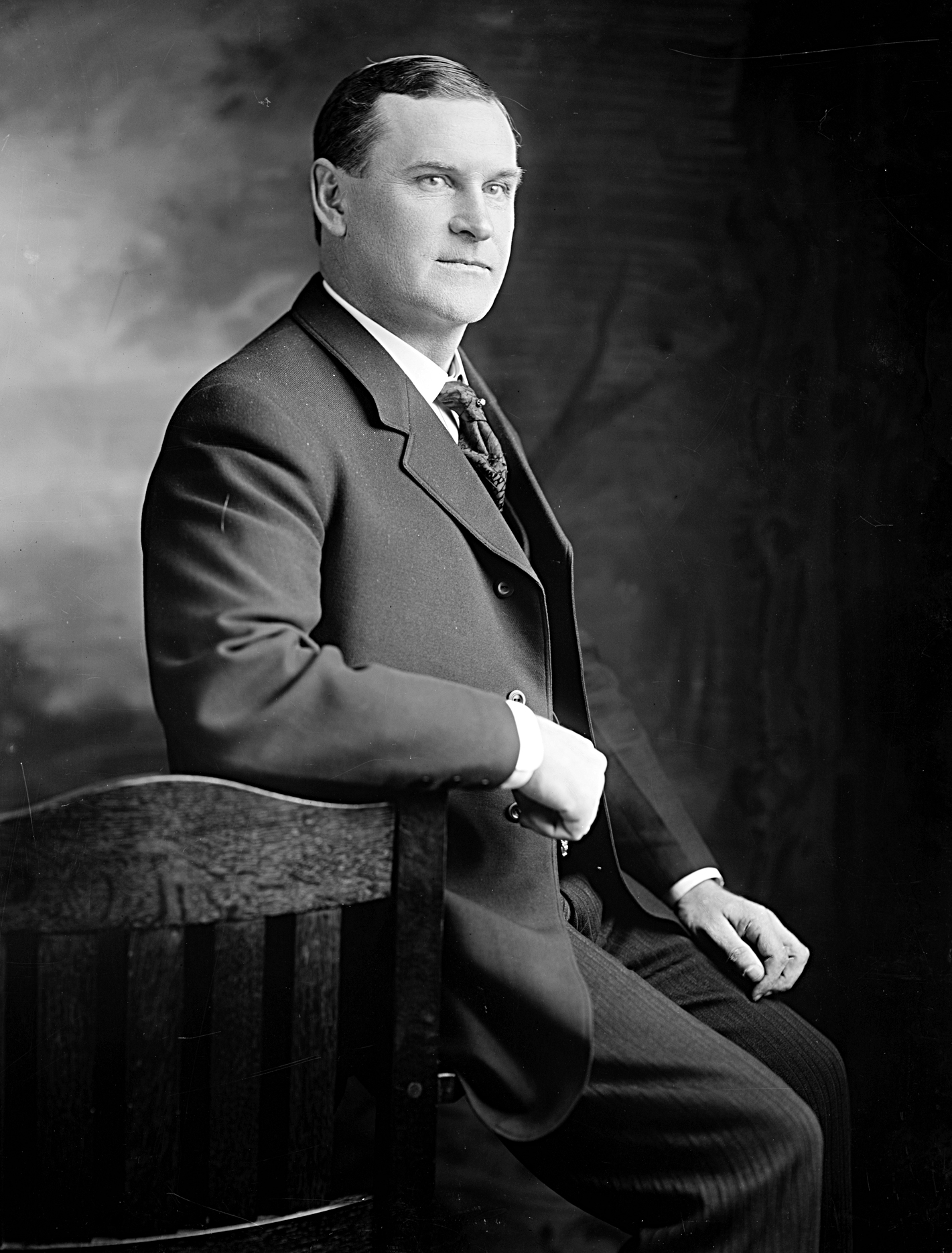
Charles H. Weisse

Charles Herman Weisse (* 24. Oktober 1866 bei Sheboygan Falls, Sheboygan County, Wisconsin; † 8. Oktober 1919 ebenda) war ein US-amerikanischer Politiker. Zwischen 1903 und 1911 vertrat er den Bundesstaat Wisconsin im US-Repräsentantenhaus.

## Werdegang
Charles Weisse besuchte die öffentlichen Schulen seiner Heimat und danach die St. Paul Lutheran School. Im Jahr 1880 begann er in einer Gerberei zu arbeiten. Acht Jahre später wurde er Teilhaber in diesem Betrieb. Gleichzeitig schlug Weisse als Mitglied der Demokratischen Partei eine politische Laufbahn ein. Zwischen 1893 und 1896 war er Vorsitzender des Gemeinderats von Sheboygan Falls; zwischen 1897 und 1900 verwaltete er als Kämmerer die Finanzen des Schulausschusses. 1904 und 1908 war er Delegierter zu den jeweiligen Democratic National Conventions.
Im Jahr 1900 kandidierte er noch erfolglos für den Kongress. Bei den Kongresswahlen des Jahres 1902 wurde er dann aber im sechsten Wahlbezirk von Wisconsin in das US-Repräsentantenhaus in Washington, D.C. gewählt, wo er am 4. März 1903 die Nachfolge von James H. Davidson antrat, der in den achten Distrikt wechselte. Nach drei Wiederwahlen konnte er bis zum 3. März 1911 vier Legislaturperioden im Kongress absolvieren. 1910 verzichtete Weisse auf eine weitere Kandidatur. In den folgenden Jahren arbeitete er in seiner Heimatstadt Sheboygan Falls vor allem in der Lederherstellung. Er war außerdem noch an zahlreichen anderen geschäftlichen Unternehmungen beteiligt. Am 8. Oktober 1919 wurde er in seiner Heimatstadt versehentlich getötet. Die Quellen geben keinen genaueren Aufschluss über die genauen Hintergründe seines Todes.